# 第三阵线
第三阵线（英語：Third Front）指印度除印度国民大会党和印度人民党之外的其它政党组成的政治联盟。第三阵线曾三次出现：1989年－1991年的“民族阵线”、1996年－1998年的“联合阵线”、2008年的“联合全国进步联盟”。
民族陣線（NF）是一個政黨聯盟，由 Janata Dal 領導，該聯盟於1989年至1990年間在 NT Rama Rao 的領導下組建了印度政府。